# 살아있는 시체들의 밤
《살아있는 시체들의 밤》(Night of the Living Dead）은 1968년 조지 로메로 감독(이미지 10 프로)이 제작한 흑백 공포영화이다.

## 좀비영화의 기념비적 작품
존 A. 럿소 의 원작을, CM 감독 출신인 조지 A. 로메로가 감독한 역사적인 작품이다. 다큐멘터리를 보는 듯한 촬영기법으로, 9개월에 걸쳐 모노크로 16mm 필름으로 촬영되었다. 전편에 흐르는 카니발리즘과 비도덕적인 마지막 장면 등, 당시에 터부시되던 것들에 대해 도전장을 내민 내용이다. 밑바탕에 흐르는 독자적인 휴머니즘은 당시의 세태를 반영하고 있어서, 찬반 논란이 있었으나 롱런을 거듭해 나갔다. 결과적으로 현재는 뉴욕근대미술관(The Museum of Modern Art, New York)에 소장되는 컬트·클래식의 대표적인 작품이 되었다.
본 작품은 그 후 다수의 영화들의 초석이 되어, 《바탈리안》(1985년)은 이것을 패러디화한 속편(원제 Return of the Living Dead), 《나이트 오브 더 리빙 데드》(1990년)은 톰 사비니에 의해 만들어진 정통적인 리메이크라 할 수 있다. 또한 이 영화에 《시체들의 새벽》(Dawn Of The Dead, 1979년), 《시체들의 날》(Day Of The Dead, 1985년)을 합하여 '조지 로메로 좀비영화 시체3부작'이라고 불린다. (그 후, 2005년에는 《랜드 오브 더 데드》(Land Of The Dead), 2007년에는 《다이어리 오브 더 데드》(Diary Of The Dead)를 제작하였다.） 하지만 《살아있는 시체들의 밤》(Night Of The Living Dead)에선 괴물은 살아있는 시체(Living Dead)들이였고, 좀비라는 단어는 다음 작품인 《시체들의 새벽》(Dawn Of The Dead)에서부터 등장하기 시작하였다. 2006년에는 입체 영화로도 리메이크되었다.
본 작품에서의 '시체들에게 외딴집이 포위되어 습격당한다'는 설정은, 리차드 머시슨의 《지구최후의 남자》라는 작품으로부터 영향을 받은 것으로 전해진다.

## 줄거리
엄마의 묘를 찾던 중에, 바바라와 오빠인 죠니는 좀비로부터 갑작스러운 습격을 당한다. 여동생을 지키려던 오빠는 죽고, 공포와 비탄에 잠긴 바바라는 근처의 민가로 피해 들어간다. 민가엔 흑인청년 '벤'과 젊은 남녀, 중년 부부와 큰 부상을 입은 그들의 딸이 모여 있었으나, 외부와 연락을 취할 수 없던 중에 주변은 살아있는 시체들의 무리들로 둘러싸인다. 바바라 일행은 TV를 통해 다시 살아난 시체들이 인간들을 습격하여 죽인 후, 먹는다는 것을 알고 어떻게든 탈출을 시도한다.

## 제작진
- 제작 - 러셀 스트라이커, 칼 허드먼
- 감독,원안,촬영- 조지 A. 로메로
- 각본 - 존 A. 러쏘
- 특수촬영 - 레지스 서빈스키, 토니 판타네라

## 등장인물
- 벤: 듀안 존스
- 바바라: 주디스 오디아
- 죠니: 러셀 스트라이너
- 할리: 칼 하드먼
- 헬렌: 릴린 이스트맨
- 톰: 키스 웨인
- 쥬디: 쥬디스 리들리
- 뉴스캐스터: 찰스 크레이그
- 카렌: 카이라 숀
- 좀비들: 모여있는 배우들

최종판만의 캐스팅
- 힉스 목사: 스콧트 울라지미르 리시버
- 마이키: 아담 녹스
- 댄: 그랜드 크레이머

## 저작권
이 작품은 Night of the Flesh Eaters에서 Night of the Living Dead 로 제목이 바뀌어 배급되어 저작권 표기가 누락되었고, 미국에서는 퍼블릭 도메인의 상태로 간주되고 있다. 이 때문에, 판매용 비디오와 DVD의 복사본이 인터넷상에 그대로 제한 없이 올려지는 경우가 있다.

## 관련작품

### 최종판
원작의 30주년 기념으로서 새롭게 15분의 추가 상영분을 더하여 재편집하였다. 다만 원작은 로메로 감독 자신은 절대 손을 대지 않았으며 각본의 존 A. 럿소가 작업하였다. 처음으로 등장하는 빌 하인츠먼을 연기하는 좀비가 관에서 되살아나는 장면 등이 추가되어 있고 음악도 새로 녹음되었다. 하지만 군더더기를 붙여 오히려 안좋아졌다는 평가를 많이 받았다.

### 나이트 오브 더 리빙 데드
톰 사비니가 작업한 리메이크 작품이다. 내용은 원작을 답습하고 있지만, 원작에서는 두려워하기만 하던 바바라가 강한 성격의 여성을 연기하여 시대에 맞춘 캐릭터로 그려지고 마지막까지 살아남는다. 컬러 영화이다.
- 벤: 토니 토드
- 바바라: 패트리시아 톨먼
- 톰: 윌리엄 버틀러
- 쥬디: 케이티 피너런
- 할리 쿠퍼: 톰 톨스
- 헬렌 쿠퍼: 맥키 앤더슨
- 사라 쿠퍼: 헤더 메이저
- 죠니: 빌 모슬레이
- 좀비들: 모여있는 배우들

### 입체영화 좀비3D
적색·청색 안경을 사용한 아나그래프 방식의 3D영화로서 리메이크되었다. 처음 등장하는 장면은 원작과 같지만, 그 이후로는 거의 독자적인 시나리오로 전개되어 간다. 원작 영화는 이 작품 안에서 세상에 실재하는 영화라는 설정으로, 극중의 TV에선 원본의 장면이 등장하기도 한다.
- 버브: 브리안나 브라운
- 벤: 조슈아 데로시
- 토바 Jr: 시드 헤이그
- 헨리 쿠퍼: 그렉 트레비스
- 엘리 쿠퍼: 죠나단 블랙
- 좀비들: 모여있는 배우들

## DVD
2007년, 일본에선 미 엘리트사가 제작한 디지털 마스터판이 판매되고 있다.

## 같이 보기
- 시체들의 새벽